# Anomaloglossus murisipanensis
Espèce
Synonymes
- Colostethus murisipanensis La Marca, 1997

Statut de conservation UICN

 VU D2 : Vulnérable
Anomaloglossus murisipanensis est une espèce d'amphibiens de la famille des Aromobatidae.

## Répartition
Cette espèce est endémique du tepui Murisipán dans l'État de Bolívar au Venezuela. Elle se rencontre à environ 2 350 m d'altitude.

## Étymologie
Son nom d'espèce, composé de murisipan et du suffixe latin -ensis, « qui vit dans, qui habite », lui a été donné en référence au lieu de sa découverte.

## Publication originale
- La Marca, 1997 "1996" : Ranas del género Colostethus (Amphibia: Anura:Dendrobatidae) de la Guayana Venezolana con la descripción de siete especies nuevas. Publicaciones de la Asociación de Amigos de Doñana, vol. 9, p. 1-64.